# مونت‌پولاسکی (ایلینوی)
مونت‌پولاسکی، ایلینوی (به انگلیسی: Mount Pulaski, Illinois) یک شهر در ایالات متحده آمریکا با جمعیت ۱٬۷۰۱ نفر است که در ایلی‌نوی واقع شده‌است.